# 呂紹嘉
呂紹嘉（1960年—），臺灣指揮家，曾任德國漢諾威國立歌劇院音樂總監、國家交響樂團音樂總監。現為國立臺北藝術大學特聘講座教授。

## 生平

### 早年
出生於臺灣新竹縣竹東鎮，畢業於國立臺灣大學心理學系。音樂啟蒙自鋼琴，後隨陳秋盛研習指揮，並赴美國印第安那大學及維也納音樂院深造。
1988年進入義大利奇吉亞納音樂學院指揮班，隨大師羅什鄧夫斯基學習。
1991年，呂紹嘉自維也納音樂院畢業。

### 職業生涯
1994年10月，呂紹嘉臨時替代因病不適的謝爾蓋·切利比達奇指揮慕尼黑愛樂樂團在台灣演出兩套音樂會，其表現贏得了樂團一致的激賞，以及之後慕尼黑的多次邀約。 
1995至1998年，擔任柏林喜歌劇院首席駐團指揮，帶領了三十多部歌劇、數百場的演出，奠定其歌劇指揮聲譽。呂紹嘉先後獲邀在英國國家歌劇院、挪威皇家歌劇院、布魯塞爾皇家歌劇院、雪梨歌劇院、瑞典哥特堡歌劇院、德國司徒加特、柏林德意志、漢堡、法蘭克福歌劇院及維也納夏季音樂節（Klangbogen）等地客席指揮。此外，他也曾率領柏林喜歌劇院於挪威貝爾根國際音樂節和日本東京及名古屋演出《霍夫曼的故事》。 
1998至2004年，呂紹嘉出任德國國家萊茵愛樂交響樂團與科布倫茲市立歌劇院音樂總監，他並曾帶領該團於北京、上海、義大利米蘭等地巡迴演奏。呂紹嘉於2004年5月獲該省頒贈彼得·科內利烏斯獎章。 
2001至2006年，呂紹嘉榮任德國漢諾威國家歌劇院音樂總監。在五年任期期間，除了傳統的德奧及義大利劇碼外，他亦推出了楊納傑克及德布西的作品，其曲目安排及演出品質得到聽眾及樂評的肯定，提升了該院的名聲。他所指揮的德布西歌劇《佩利亞與梅麗桑》，於2004年獲邀在維也納音樂節及愛丁堡藝術季演出多場。 
2010年8月，接任NSO音樂總監。2013年11月9日至11月18日帶領NSO展開為期10天的歐巡表演。先後於法國巴黎嘉禾音樂廳、義大利米蘭米蘭音樂院威爾第音樂廳、義大利烏迪內新喬凡尼劇院、瑞士日內瓦維多利亞音樂廳以及德國柏林柏林愛樂廳演出。
2018年12月，國家交響樂團音樂總監呂紹嘉主動表示任滿後不再續任，結束其十年的總監生涯。
2012-2014樂季，兼任丹麥南日德蘭交響樂團首席客座指揮。
2020年9月起，受聘於國立臺北藝術大學音樂學系特聘講座教授。

## 榮譽
- 法國貝桑松、義大利佩卓地和荷蘭孔德拉辛等國際指揮大賽首獎

## 合作對象
近年來，呂紹嘉合作的主要交響樂團包括: 
歐洲
德國：柏林廣播交響樂團、西南德、中德、巴伐利亞廣播交響樂團
荷蘭：皇家音樂廳管弦樂團
法國：法國國立管弦樂團、里昂國立管弦樂團、杜魯士、Orchestre Philharmonique de Strasbourg
奧地利：維也納廣播交響樂團
英國：利物浦愛樂樂團
挪威：奧斯陸愛樂樂團、卑爾根愛樂樂團、挪威廣播交響樂團
芬蘭：赫爾辛基愛樂樂團
瑞典：瑞典廣播交響樂團、哥特堡交響樂團
義大利：聖切契利亞音樂學院管弦樂團
亞洲
除了定期指揮國家交響樂團/NSO、台北市立交響樂團以外，還和香港、澳門、北京及上海等地的代表性樂團合作演出。

## 外部連結
- 《音樂總監 呂紹嘉》，國家交響樂團官網 （页面存档备份，存于）
- 臉書粉絲團
- 臺灣音樂群像 呂紹嘉 （页面存档备份，存于）